# 哲學家

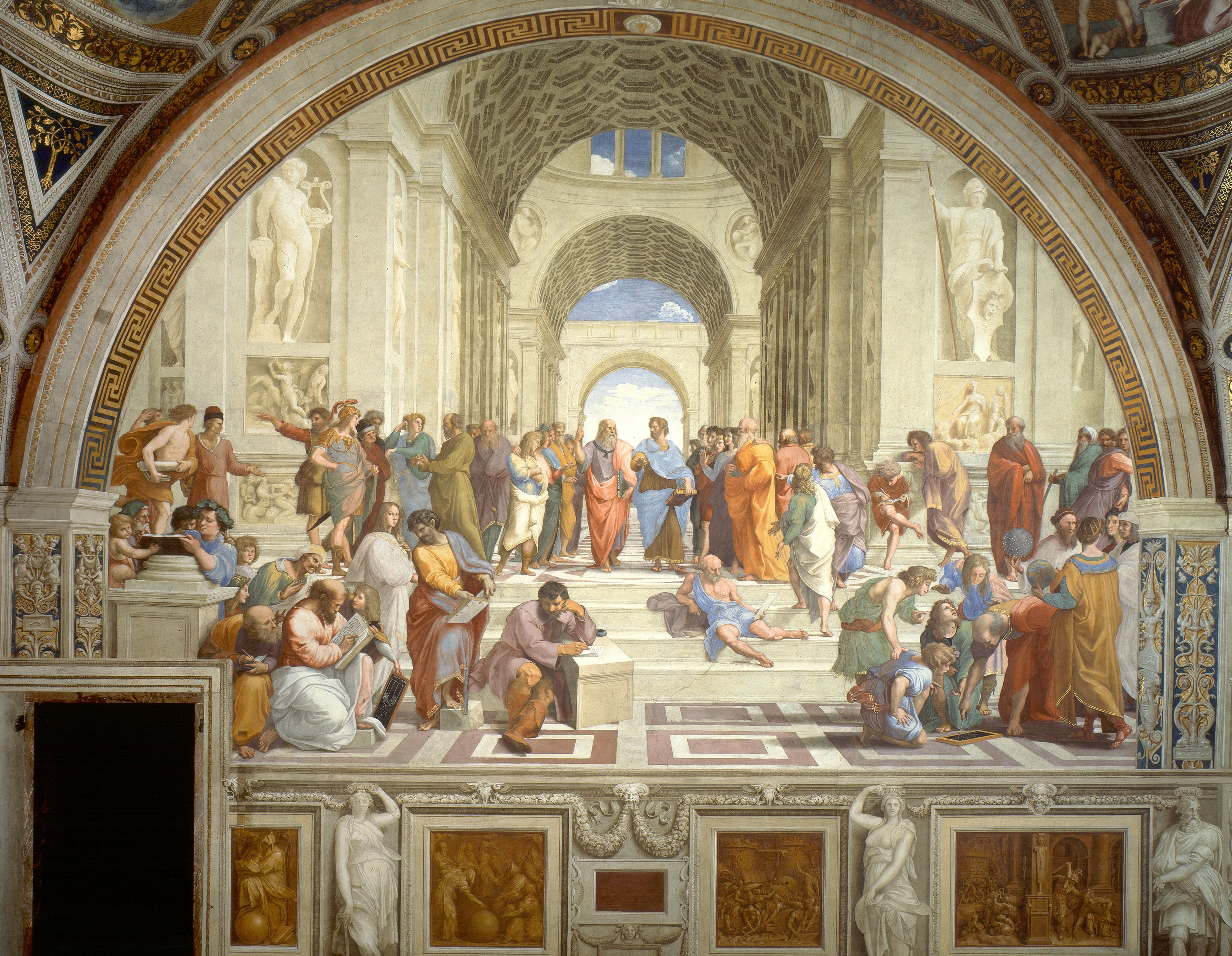
拉斐尔于1509–1511创作的《雅典學院》，描绘柏拉图和亚里士多德（居中）与其他古代哲学家交流知识的场景。

哲學家（英語：Philosopher），智慧的愛好者（lover of wisdom），對事物懷抱興趣，擁有廣泛的知識，並且能夠利用這些知識來解決特定的問題。

在古代，哲學家是遵循特定生活之道的人，集中精力在回答人類境況的生命問題（existential questions）。根據公元二世紀基督教神學家亞歷山大城的革利免之陳述：

因此，哲學──作為一種有最高效用的事物──古時候就在外地人之中繁盛，向列國揭露其智慧的光芒，並在之後來到了希臘。它首先降臨在埃及人的先知（Prophet）之中，亦顯現於亞述人的迦勒底占星師（Chaldean），高盧人的德魯伊（Druid），巴克特里亞人的沙門（Śramaṇa ），凱爾特人的智者（指德魯伊），以及波斯人的術士（Magi）──他們預先宣告了救世主的誕生，受星辰指引到達猶地亞之地。並且也出現在印度人的赤裸苦行僧（Gymnosophist ），和其他外邦國家的哲人們當中。在印度苦行者中有兩類群體，有些人被稱作沙門，其他人則是婆羅門（Brāhmaṇa）。
在現代，哲學家是指貢獻於一個或多個哲學分支領域的知識份子，包括美學、倫理學、知識論、科學哲學、邏輯、形上學、社會理論、宗教哲學以及政治哲學。哲學家未必只研究哲學，也可能跨足至從哲學分離出去的人文學科和科學領域。